# Laurinezuur
Laurinezuur is een verzadigd vetzuur met twaalf koolstofatomen dat behoort tot de alkaanzuren. Laurinezuur behoort specifieker tot de middellangeketenvetzuren (MKVZ, Engels: MCFA). Door sommige wetenschappers wordt het echter ook wel ingedeeld onder de langeketenvetzuren (LKVZ, Engels: LCFA).De brutoformule van laurinezuur is C12H24O2 en de systematische naam is dodecaanzuur. Laurinezuur wordt kort weergegeven met C12:0.

## Voorkomen

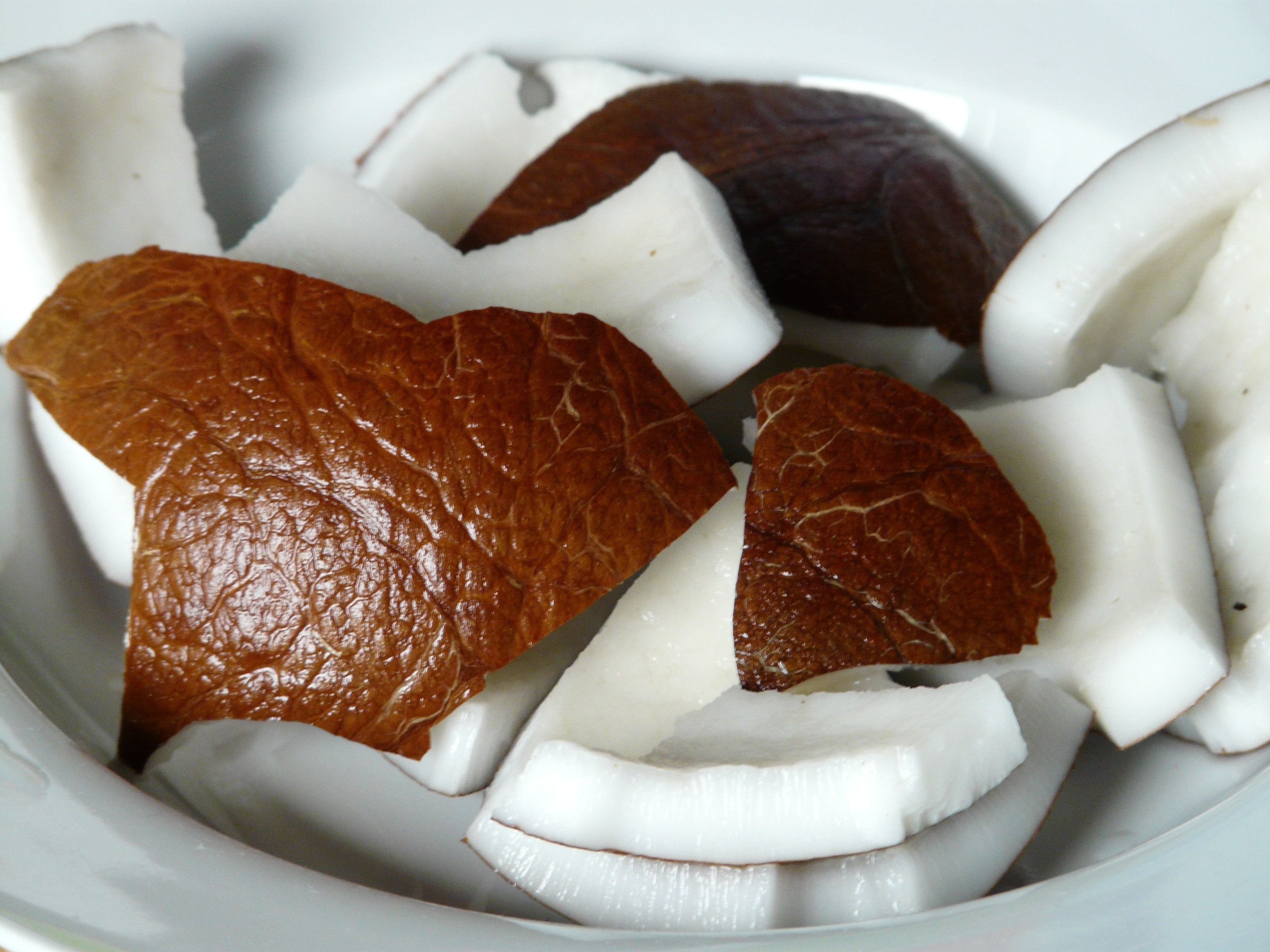
Het vet van kokosnoten is rijk aan laurinezuur.

Laurinezuur is rijkelijk vertegenwoordigd in de laurineoliën. Enkele voorbeelden hiervan zijn kokosolie, palmpitolie, babassu-olie, cohune-olie, tucumolie en het genetisch gemanipuleerde laurate canola oil. Ook komt het van nature voor in moedermelk, waar het antibacteriële en antivirale eigenschappen heeft.

## Toepassingen
Volgens een meta-analyse van Mensink et al uit 2003 onder 60 klinische onderzoeken heeft laurinezuur het gunstigste effect op de verhouding cholesterol:HDL. Deze verhouding is klinisch relevanter dan het totaalcholesterolgehalte of het LDL-cholesterolgehalte.
Van laurinezuur is vastgesteld dat het bacteriedodende en virusvernietigende eigenschappen heeft. Dit komt doordat er in het lichaam uit laurinezuur de mono-ester monolaurine wordt aangemaakt. Dit monolaurine is in staat de buitenkant van bepaalde virussen en bacteriën oplosbaar te maken, waardoor het micro-organisme stukgaat en afsterft. Enkele voorbeelden waarbij monolaurine effectief is, zijn hiv, cytomegalovirus (CMV), Herpes simplex (HSV), ringworm, Candida albicans, Helicobacter pylori,  Propionibacterium acnes (belangrijk bij acne), Staphylococcus epidermidis en Staphylococcus aureus.